# UFC Fight Night: Andrade vs. Zhang
UFC Fight Night: Andrade vs. Zhang (también conocido como UFC on ESPN+ 15 o UFC Fight Night 157) fue un evento de artes marciales mixtas producido por Ultimate Fighting Championship que se llevó a cabo el 31 de agosto de 2019 en el Shenzhen Universiade Sports Centre de Shenzhen, China.

## Historia
El evento marcó la primera visita de la promoción a Shenzhen.
El evento estelar contó con una pelea por el Campeonato de Peso Paja Femenino de UFC entre la campeona Jéssica Andrade y Weili Zhang.
Una pelea de peso mosca entre Luana Carolina y Wu Yanan había sido reprogramada y se esperaba que tuviera lugar en el evento. El combate se programó por primera vez en UFC 237. Sin embargo, Wu se retiró de la pelea debido a una lesión y fue reemplazada por Priscila Cachoeira. A su vez, Luana sufrió una fractura en la columna vertebral y se vio obligada a retirarse del evento. Fue reemplazada por Mizuki Inoue. En el pesaje, Wu pesó 129 libras, 3 libras por encima del límite del peso mosca (126 lbs). Como resultado, fue multada con el 30% de su pago y el combate se llevó a cabo en un peso acordado.
Un combate de peso wélter entre Li Jingliang y Elizeu Zaleski dos Santos se programó inicialmente para noviembre de 2018 en UFC Fight Night: Blaydes vs. Ngannou 2. Sin embargo, Santos se retiró del combate debido a una lesión en la rodilla y fue reemplazado por David Zawada. El combate fue reprogramado para este evento.
Una pelea de peso semipesado entre Saparbek Safarov y Da Un Jung estaba programada para el evento. Sin embargo, el 5 de agosto, se anunció que Safarov se retiró del evento por razones no reveladas y fue reemplazado por Jamahal Hill. A su vez, Hill se vio obligado a retirarse de la cartelera debido a problemas con la visa. Jung se enfrentó a Khadis Ibragimov.
Movsar Evloev enfrentaría a Mike Grundy en el evento. Sin embargo, el 19 de agosto, se informó que Grundy se vio obligado a retirarse debido a una lesión. Fue reemplazado por el recién llegado Lu Zhenhong. Un combate entre ambos tuvo lugar previamente en 2015 en M-1 Global, con Evloev ganando por decisión. Posteriormente, la pelea fue eliminada del evento ya que Lu sufrió un corte durante una sesión de combate después del pesaje y el personal médico lo descartó para la pelea.

## Resultados
1. ↑  Por el Campeonato de Peso Paja femenino de UFC.

## Premios extra
Los siguientes peleadores recibieron $50,000 en bonos:
- Pelea de la Noche: Heili Alateng vs. Danaa Batgerel
- Actuación de la Noche: Zhang Weili y Li Jingliang